# Gemmatimonas aurantiaca
Gemmatimonas aurantiaca is een aeroob, polyfosfaat-vormend micro-organisme. Het is een gramnegatieve, staafvormige bacterie, met type stam T-27T (=JCM 11422T =DSM 14586T). De bacterie repliceert zich door binaire deling.

## Verder lezen
- Whitman, William B., et al., eds. Bergey’s manual® of systematic bacteriology. Vol. 4. Springer, 2012.
- Takaichi, S.; Maoka, T.; Takasaki, K.; Hanada, S.Takaichi (2009). Carotenoids of Gemmatimonas aurantiaca (Gemmatimonadetes): identification of a novel carotenoid, deoxyoscillol 2-rhamnoside, and proposed biosynthetic pathway of oscillol 2,2'-dirhamnoside. Microbiology 156 (3): 757–763. ISSN: 1350-0872. PMID 19959572. DOI: 10.1099/mic.0.034249-0.
- DeBruyn, J. M.; Nixon, L. T.; Fawaz, M. N.; Johnson, A. M.; Radosevich, M. (2011). Global Biogeography and Quantitative Seasonal Dynamics of Gemmatimonadetes in Soil. Applied and Environmental Microbiology 77 (17): 6295–6300. ISSN: 0099-2240. PMID 21764958. PMC 3165389. DOI: 10.1128/AEM.05005-11.